# کومارت
کومارت (انگلیسی: Comarth) شرکت خودروسازی اسپانیایی است، که در سال ۱۹۹۹ تأسیس شد.